# Férfi négyesbob az 1988. évi téli olimpiai játékokon
Az 1988. évi téli olimpiai játékokon a bob férfi kettes versenyszámát február 27-én és 28-án rendezték a Canada Olympic Parkban. A számot az egyes számú svájci csapat nyerte meg. Magyar csapat nem vett részt a versenyen.
A jamaicai bobcsapat történetéből készült a Jon Turteltaub által rendezett, 1993-as Jég veled! (Cool Runnings) című film. Jamaica először vett részt a téli olimpiai játékokon, ami azért volt különleges, mert az országban nem esik hó.

## Eredmények
A verseny négy futamból állt. A négy futam időeredményének összessége határozta meg a végső sorrendet. Az időeredmények másodpercben értendők. A futamok legjobb időeredményei vastagbetűvel olvashatóak.
| Helyezés | Csapat                                                                                            | 1.    | 2.    | 3.      | 4.            | Össz.   |
| -------- | ------------------------------------------------------------------------------------------------- | ----- | ----- | ------- | ------------- | ------- |
| Arany    | Svájc (SUI)-1 · Ekkehard Fasser · Kurt Meier · Marcel Fässler · Werner Stocker                    | 56,83 | 57,37 | 55,88   | 57,43         | 3:47,51 |
| Ezüst    | NDK (GDR)-1 · Wolfgang Hoppe · Dietmar Schauerhammer · Bogdan Musiol · Ingo Voge                  | 56,16 | 57,31 | 56,77   | 57,34         | 3:47,58 |
| Bronz    | Szovjetunió (URS)-2 · Jānis Ķipurs · Guntis Osis · Juris Tone · Vlagyimir Kozlov                  | 56,72 | 57,28 | 56,41   | 57,85         | 3:48,26 |
| 4.       | Egyesült Államok (USA)-1 · Brent Rushlaw · Hal Hoye · Mike Wasko · Bill White                     | 56,72 | 57,67 | 56,69   | 57,20         | 3:48,28 |
| 5.       | Szovjetunió (URS)-1 · Māris Poikāns · Olafs Kļaviņš · Ivars Bērzups · Juris Jaudzems              | 56,75 | 57,66 | 56,70   | 57,24         | 3:48,35 |
| 6.       | Ausztria (AUT)-1 · Peter Kienast · Franz Siegl · Christian Mark · Kurt Teigl                      | 57,07 | 57,40 | 56,27   | 57,91         | 3:48,65 |
| 7.       | Ausztria (AUT)-2 · Ingo Appelt · Josef Muigg · Gerhard Redl · Harald Winkler                      | 56,93 | 57,51 | 56,41   | 58,10         | 3:48,95 |
| 8.       | NDK (GDR)-2 · Detlef Richter · Bodo Ferl · Ludwig Jahn · Alexander Szelig                         | 57,18 | 57,60 | 56,33   | 57,95         | 3:49,06 |
| 9.       | Svájc (SUI)-2 · Hans Hiltebrand · Urs Fehlmann · Erwin Fassbind · André Kiser                     | 56,39 | 57,91 | 57,13   | 57,82         | 3:49,25 |
| 10.      | Olaszország (ITA)-1 · Alex Wolf · Pasguale Gesuito · Georg Beikircher · Stefano Ticci             | 57,20 | 57,72 | 56,53   | 58,01         | 3:49,46 |
| 11.      | NSZK (FRG)-2 · Anton Fischer · Franz Nießner · Uwe Eisenreich · Christoph Langen                  | 57,02 | 57,75 | 56,71   | 58,07         | 3:49,55 |
| 12.      | Nagy-Britannia (GBR)-1 · Mark Tout · David Armstrong · Lenny Paul · Audley Richards               | 57,22 | 58,26 | 56,86   | 57,56         | 3:49,90 |
| 13.      | Kanada (CAN)-2 · Greg Haydenluck · Cal Langford · Kevin Tyler · Lloyd Guss                        | 57,18 | 57,82 | 56,67   | 58,32         | 3:49,99 |
| 14.      | NSZK (FRG)-1 · Michael Sperr · Olaf Hampel · Florian Cruciger · Rolf Müller                       | 57,58 | 58,04 | 56,41   | 58,14         | 3:50,17 |
| 15.      | Kanada (CAN)-1 · Chris Lori · Ken Leblanc · Andrew Swim · Howard Dell                             | 56,66 | 58,05 | 57,34   | 58,32         | 3:50,37 |
| 16.      | Egyesült Államok (USA)-2 · Brian Shimer · Jim Herberich · Matt Roy · Scott Pladel                 | 57,17 | 58,49 | 57,47   | 58,10         | 3:51,23 |
| 17.      | Nagy-Britannia (GBR)-2 · Tom De La Hunty · Colin Rattigan · George Robertson · Alec Leonce        | 57,81 | 58,13 | 56,74   | 58,59         | 3:51,27 |
| 18.      | Japán (JPN) · Szakai Takao · Vakita Tosio · Jaku Júdzsi · Takevaki Naomi                          | 57,36 | 58,15 | 57,68   | 58,16         | 3:51,35 |
| 19.      | Olaszország (ITA)-2 · Roberto D’Amico · Thomas Rottensteiner · Paolo Scaramuzza · Andrea Meneghin | 57,69 | 58,65 | 57,50   | 58,04         | 3:51,88 |
| 20.      | Románia (ROU) · Nagy Lakatos Csaba · Grigore Anghel · Florian Olteanu · Costel Petrariu           | 57,41 | 58,49 | 57,64   | 58,35         | 3:51,89 |
| 21.      | Új-Zéland (NZL) · Lex Peterson · Blair Telford · Rhys Dacre · Peter Henry                         | 57,98 | 58,42 | 57,30   | 58,67         | 3:52,37 |
| 22.      | Tajvan (TPE) · Chen Chin-San · Chen Chin-Sen · Lee Chen-Tan · Wang Jauo-Hueyi                     | 57,03 | 58,94 | 57,98   | 58,80         | 3:52,75 |
| 23.      | Ausztrália (AUS) · Adrian Di Piazza · Martin Harland · Simon Dodd · Stephen Craig                 | 58,20 | 58,87 | 57,25   | 59,02         | 3:53,34 |
| 24.      | Bulgária (BUL) · Cvetozar Viktorov · Plamen Sztamov · Nikolaj Botev · Alekszandar Szimeonov       | 57,72 | 59,07 | 58,20   | 58,67         | 3:53,66 |
| 25.      | Portugália (POR) · Antonio Reis · João Poupada · João Pires · Rogério Bernardes                   | 58,42 | 59,67 | 58,28   | 59,13         | 3:55,50 |
| –        | Jamaica (JAM) · Dudley Stokes · Devon Harris · Michael White · Chris Stokes                       | 58,04 | 59,37 | 1:03,19 | nem ért célba | –       |